# DDR-Meisterschaften im Eisschnelllaufen 1976
Die DDR-Meisterschaften im Eisschnelllaufen 1976 fanden auf den Einzelstrecken schon im Dezember des Vorjahres statt und wurden im Karl-Marx-Städtischen Eisstadion im Küchwald ausgetragen. Meister im Sprint- und Großen-Mehrkampf wurden in diesem Jahr nicht ermittelt.

## Meister
| Distanz       | Männer                    | Verein                        | Frauen         | Verein             |
| ------------- | ------------------------- | ----------------------------- | -------------- | ------------------ |
| 500 Meter 0   | Klaus Knauer Harald Oehme | SC Einheit Dresden TSC Berlin | Heike Lange 0  | SC Dynamo Berlin 0 |
| 1.000 Meter0  | Harald Oehme              | TSC Berlin                    | Ute Dix        | SC Karl-Marx-Stadt |
| 1.500 Meter0  | Klaus Wunderlich          | TSC Berlin                    | Ines Bautzmann | SC Einheit Dresden |
| 3.000 Meter0  |                           |                               | Ines Bautzmann | SC Einheit Dresden |
| 5.000 Meter0  | Klaus Wunderlich          | TSC Berlin                    |                |                    |
| 10.000 Meter0 | Manfred Winter            | SC Karl-Marx-Stadt            |                |                    |

## Einzelstrecken-Meisterschaften
Datum: 20. – 21. Dezember 1975

### Männer

#### 500 Meter
| Pl. | Name             | Verein             | Zeit (s) |
| --- | ---------------- | ------------------ | -------- |
| 1   | Klaus Knauer     | SC Einheit Dresden | 40,02    |
| 1   | Harald Oehme     | TSC Berlin         | 40,02    |
| 3   | Dieter Jander    | SC Turbine Erfurt  | 41,06    |
| 4   | Klaus Wunderlich | TSC Berlin         | 41,11    |
| 5   | Michael Brychcy  | SC Dynamo Berlin   | 41,58    |
| 6   | Steffen Hofmann  | SC Einheit Dresden | 41,67    |

#### 1.000 Meter
| Pl. | Name             | Verein             | Zeit (min) |
| --- | ---------------- | ------------------ | ---------- |
| 1   | Harald Oehme     | TSC Berlin         | 1:21,36    |
| 2   | Klaus Wunderlich | TSC Berlin         | 1:22,29    |
| 3   | Klaus Knauer     | SC Einheit Dresden | 1:23,86    |
| 4   | Jürgen Warnicke  | SC Dynamo Berlin   | 1:24,39    |
| 5   | Michael Brychcy  | SC Dynamo Berlin   | 1:25,15    |
| 6   | Manfred Winter   | SC Karl-Marx-Stadt | 1:25,25    |

#### 1.500 Meter
| Pl. | Name             | Verein             | Zeit (min) |
| --- | ---------------- | ------------------ | ---------- |
| 1   | Klaus Wunderlich | TSC Berlin         | 2:02,71    |
| 2   | Harald Oehme     | TSC Berlin         | 2:05,60    |
| 3   | Jürgen Warnicke  | SC Dynamo Berlin   | 2:07,59    |
| 4   | Uwe Sauerteig    | SC Turbine Erfurt  | 2:09,01    |
| 5   | André Fritzsche  | SC Karl-Marx-Stadt | 2:09,54    |
| 6   | Michael Brychcy  | SC Dynamo Berlin   | 2:09,57    |

#### 5.000 Meter
| Pl. | Name             | Verein             | Zeit (min) |
| --- | ---------------- | ------------------ | ---------- |
| 1   | Klaus Wunderlich | TSC Berlin         | 7:28,12    |
| 2   | Harald Oehme     | TSC Berlin         | 7:32,03    |
| 3   | Manfred Winter   | SC Karl-Marx-Stadt | 7:33,78    |
| 4   | Jürgen Warnicke  | SC Dynamo Berlin   | 7:39,68    |
| 5   | Andreas Ehrig    | TSC Berlin         | 7:44,62    |
| 6   | Uwe Sauerteig    | SC Turbine Erfurt  | 7:48,42    |

#### 10.000 Meter
| Pl. | Name             | Verein             | Zeit (min) |
| --- | ---------------- | ------------------ | ---------- |
| 1   | Manfred Winter   | SC Karl-Marx-Stadt | 15:43,89   |
| 2   | Klaus Wunderlich | TSC Berlin         | 15:56,52   |
| 3   | Jürgen Warnicke  | SC Dynamo Berlin   | 16:02,07   |
| 4   | Harald Oehme     | TSC Berlin         | 16:14,23   |
| 5   | André Fritzsche  | SC Karl-Marx-Stadt | 16:21,78   |
| 6   | Uwe Sauerteig    | SC Turbine Erfurt  | 16:29,56   |

### Frauen

#### 500 Meter
| Pl. | Name            | Verein             | Zeit (s) |
| --- | --------------- | ------------------ | -------- |
| 1   | Heike Lange     | SC Dynamo Berlin   | 43,66    |
| 2   | Ines Bautzmann  | SC Einheit Dresden | 44,42    |
| 3   | Ute Dix         | SC Karl-Marx-Stadt | 44,54    |
| 4   | Monika Zernicek | SC Dynamo Berlin   | 44,98    |
| 5   | Karin Kessow    | SC Dynamo Berlin   | 45,06    |
| 6   | Marion Dittmann | SC Dynamo Berlin   | 45,30    |

#### 1.000 Meter
| Pl. | Name            | Verein             | Zeit (min) |
| --- | --------------- | ------------------ | ---------- |
| 1   | Ute Dix         | SC Karl-Marx-Stadt | 1:28,08    |
| 2   | Ines Bautzmann  | SC Einheit Dresden | 1:28,35    |
| 3   | Heike Lange     | SC Dynamo Berlin   | 1:28,88    |
| 4   | Monika Zernicek | SC Dynamo Berlin   | 1:29,01    |
| 5   | Karin Kessow    | SC Dynamo Berlin   | 1:30,29    |
| 6   | Monika Müller   | SC Karl-Marx-Stadt | 1:30,99    |

#### 1.500 Meter
| Pl. | Name            | Verein             | Zeit (min) |
| --- | --------------- | ------------------ | ---------- |
| 1   | Ines Bautzmann  | SC Einheit Dresden | 2:16,53    |
| 2   | Monika Zernicek | SC Dynamo Berlin   | 2:18,40    |
| 3   | Ute Dix         | SC Karl-Marx-Stadt | 2:18,54    |
| 4   | Karin Kessow    | SC Dynamo Berlin   | 2:18,60    |
| 5   | Heike Lange     | SC Dynamo Berlin   | 2:19,13    |
| 6   | Marion Dittmann | SC Dynamo Berlin   | 2:21,97    |

#### 3.000 Meter
| Pl. | Name            | Verein             | Zeit (min) |
| --- | --------------- | ------------------ | ---------- |
| 1   | Ines Bautzmann  | SC Einheit Dresden | 4:53,05    |
| 2   | Monika Zernicek | SC Dynamo Berlin   | 4:54,46    |
| 3   | Karin Kessow    | SC Dynamo Berlin   | 5:01,77    |
| 4   | Ute Dix         | SC Karl-Marx-Stadt | 5:07,98    |
| 5   | Katrin Lorenz   | SC Karl-Marx-Stadt | 5:08,06    |
| 6   | Uta Heck        | SC Karl-Marx-Stadt | 5:14,10    |

## Medaillenspiegel
| Platz | Verein | Verein             | Gold | Silber | Bronze | Total |
| ----- | ------ | ------------------ | ---- | ------ | ------ | ----- |
| 1     |        | TSC Berlin         | 4    | 4      | –      | 8     |
| 2     |        | SC Einheit Dresden | 3    | 2      | 1      | 6     |
| 3     |        | SC Karl-Marx-Stadt | 2    | –      | 3      | 5     |
| 4     |        | SC Dynamo Berlin   | 1    | 2      | 4      | 7     |
| 5     |        | SC Turbine Erfurt  | –    | –      | 1      | 1     |
|       | Total  | Total              | 10   | 8      | 9      | 27    |